# Salduie
Pour le groupe espagnol de folk metal, voir Salduie (groupe).

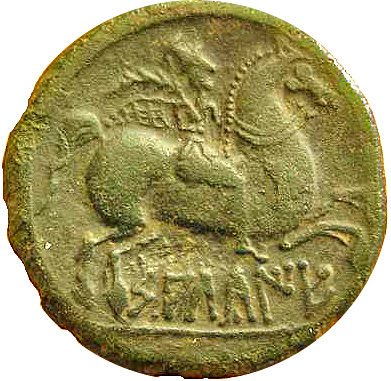
Revers d'un as de Salduie. Le nom de la cité apparaît en écriture ibérique.

Salduie (en écriture ibérique : ) est le nom de la cité ibérique des Sedetani depuis la seconde moitié du IIIe siècle av. J.-C. et découverte sur le site de l'actuel Saragosse. Nous avons la connaissance de Salduie grâce à des pièces de monnaie ibérique et le nom de « Salduvia » dans un texte de Pline l'Ancien. Avec la fondation de Caesaraugusta, entre 25 et 12 av. J.-C. (probablement en 14 av. J.-C.), cette ville ibérique est devenue une colonie romaine peuplée de citoyens romains.
Elle frappa sa propre monnaie ibérique, au moins depuis le milieu du IIe siècle av. J.-C. et jusqu'à la refondation romaine de la cité. Au début du Ier siècle av. J.-C., la cité est déjà fortement romanisée. L'aristocratie indigène combat dans des escadrons de cavalerie du contingent militaire romain, utilise le latin comme langue véhiculaire et résout les conflits avec le droit romain.
L'urbs – et toute la région des Sedetani – reste en permanence socii (alliés) de Rome, contrairement à leurs voisins les Ilergetes, qui avec Mandonius et Indibilis offrirent une forte résistance à la domination étrangère.

## Préhistoire

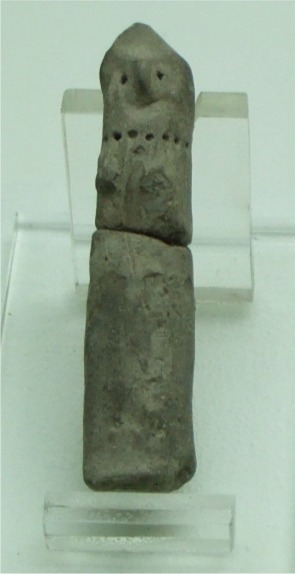
Figure féminine en terre cuite, âge du bronze, 650-500 av. J.-C., Fuentes de Ebro (Saragosse).

La population humaine la plus ancienne qui est connue sur le domaine de l'actuelle Saragosse, en témoignent, quelques fondations de cabanes de l'âge du bronze final trouvés à la confluence des rivières Huerva et Èbre, et sont datées de 630-600 av. J.-C..
Ce peuplement perdure durant l'Âge du fer entre ces dates et le début du Ve siècle av. J.-C. Plusieurs maisons ayant été trouvées sur ce même site pour cette époque.
Toutefois, entre les Ve et IIIe siècles av. J.-C., il n'y eut pas de nouvelle évolution concernant le peuplement. Il faut supposer que durant cette période, toute la région de la vallée moyenne de l'Èbre assimila la culture du fer avancée, à travers l'influence ibère sur le levant de la péninsule Ibérique. Cette influence a dû être transmise le long du canal de communication d'une rivière, que les Romains appellent Iberus.
Bien qu'elle soit entourée de divers peuples celtibères, la cité de Salduie montre des caractères différentiels proprement ibères ce qui fait supposer que le long de ces deux siècles, elle expérimenta une extraordinaire progression culturelle et technologique. La cité passe à plus de 10 ha au Ier siècle av. J.-C., indiquant ainsi une structure socio-politique complexe et le développement d'un environnement de banlieue comparable à celui de la municipalité actuelle.

## Histoire
À l'époque ibérique, c'était les Sedetani qui occupaient le territoire dans lequel se trouve l'actuelle Saragosse. Salduie était la cité ibère des Sedetani, organisée comme une cité-État, cité sur laquelle nous avons des documents à partir de la deuxième moitié du IIIe siècle av. J.-C. À ce siècle, la cité occupait un terrain de quelques hectares entre la confluence des rivières, Èbre et Huerva, et elle arriva à 10-12 hectares au Ier siècle av. J.-C., en comprenant le secteur le Nord-Est de la future cité romaine.
Depuis le milieu du IIe siècle av. J.-C., Salduie frappait sa monnaie propre, même si le monnayage aurait pu être initié un siècle auparavant. Sur ces monnaies ibériques apparaissent le nom de la cité ibère : « Saltuie » ou « Salduie », et non Salduba comme fut interprété, par erreur, le nom latin de la cité documenté dans un texte de Pline l'Ancien, « Salduvia »,. Cependant, Salduie n'était pas la cité la plus importante de la zone : d'autres cités des Sedetani comme Sedeisken, Kelse ou Azaila la surpassaient, au moins jusqu'à la fin du IIe siècle av. J.-C.

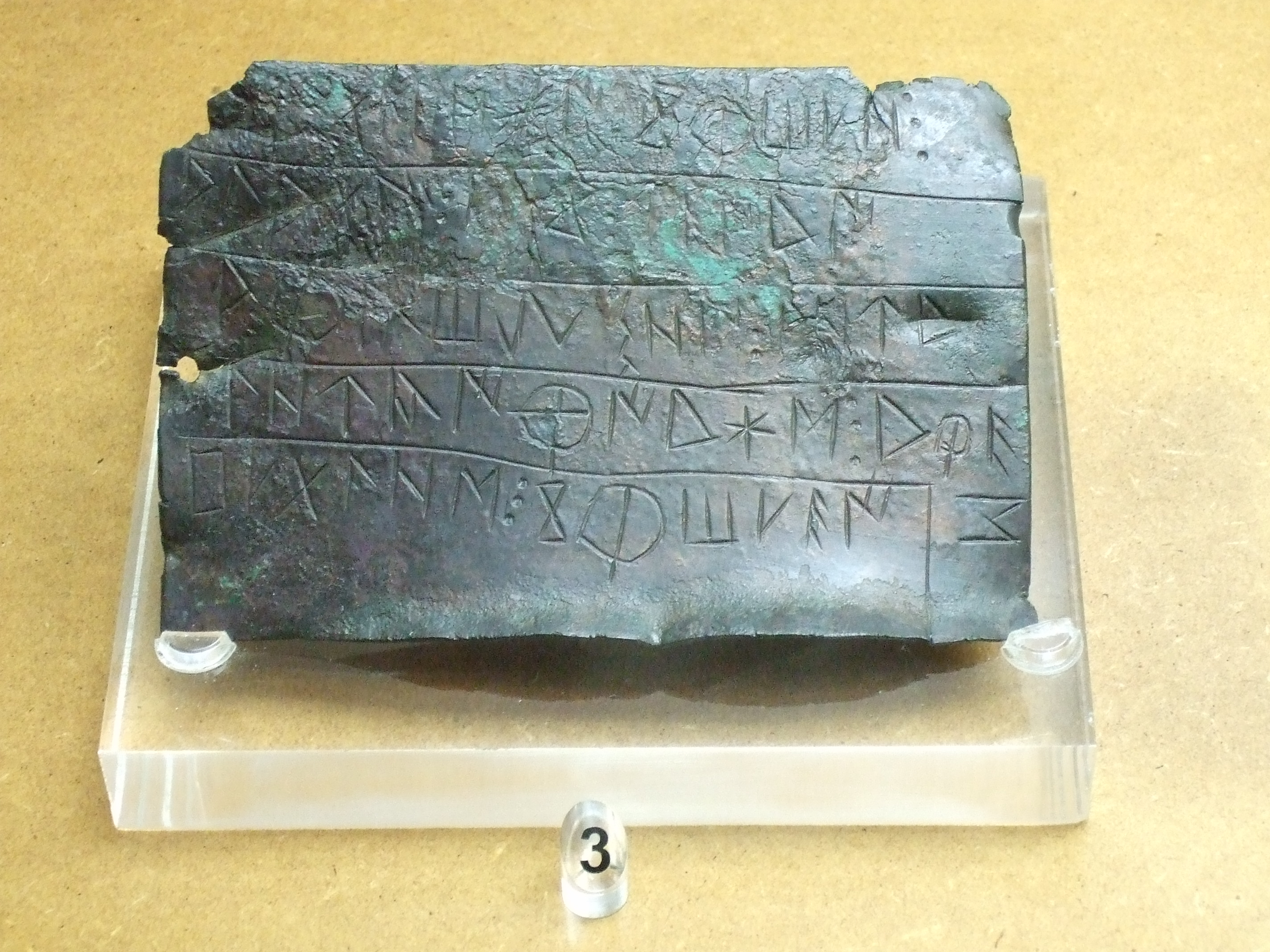
Écriture ibérique. Un bronze du trouvé à la limite des actuelles provinces de Soria et de Saragosse.

Au IIIe siècle av. J.-C., les Sedetani, à la différence de leurs puissants voisins les Ilergetes qui s'allièrent à Carthage, eux s'allièrent aux Romains durant la deuxième guerre punique. La première mention de ce peuple est faite par Tite Live, lorsqu'il décrit comment en réponse d'une attaque des Ilergetes sur les Sedetani, les Romains battirent les Ilergetes et tuèrent leurs chefs Indibilis et Mandonius.
En 195 av. J.-C., l'un de deux consuls romains, Marcus Porcius Caton est allé dans la vallée de l'Èbre pour pacifier les Ilergetes qui s'étaient levés contre l'impérialisme romain. Il remporta des batailles, mais il n'accomplit pas son objectif : c'est-à-dire de pacifier les tribus ibères soulevées, mais au contraire il étendit le problème au territoire celtibère. Il a fallu attendre l'arrivée de Tiberius Sempronius Gracchus pour apaiser la zone. Il vainquit les celtibères et laissa une garnison dans les cités de la vallée, Salduie faisait partie de ses cités.
Mais malgré tout durant tout le IIe siècle av. J.-C., Salduie et le peuple des Sedetani est resté fidèle au Sénat et au Peuple Romain en qualité d'« allié » (socii en latin). Par cette raison, la romanisation a progressivement avancé le long de toute la vallée de l'Èbre, en s'étendant depuis le littoral tarraconais. Les cités ibères du peuple des Sedetani assimilèrent les coutumes, l'économie (la circulation monétaire s'étendit rapidement) et la politique romaine.
Les aristocrates de la société indigène participaient comme troupes auxiliaires dans l'armée romaine, surtout dans la cavalerie légère, dont Rome était déficitaire. De cette manière, ils obtenaient une promotion sociale et personnelle, et ils adoptèrent peu à peu la culture romaine par émulation et par nécessité de s'adapter aux structures militaires romaines. Les castra permanents installés dans cette zone d'arrière-garde des guerres contre les Celtibères surpassaient les cités ibères en volume de commerce ou de services. Ses dizaines de soldats attiraient une quantité énorme de ressources matérielles et humaines, et leurs nécessités d'approvisionnement étaient satisfaites grâce aux capacités des villages locaux, puisque le transport depuis Rome était très coûteux.

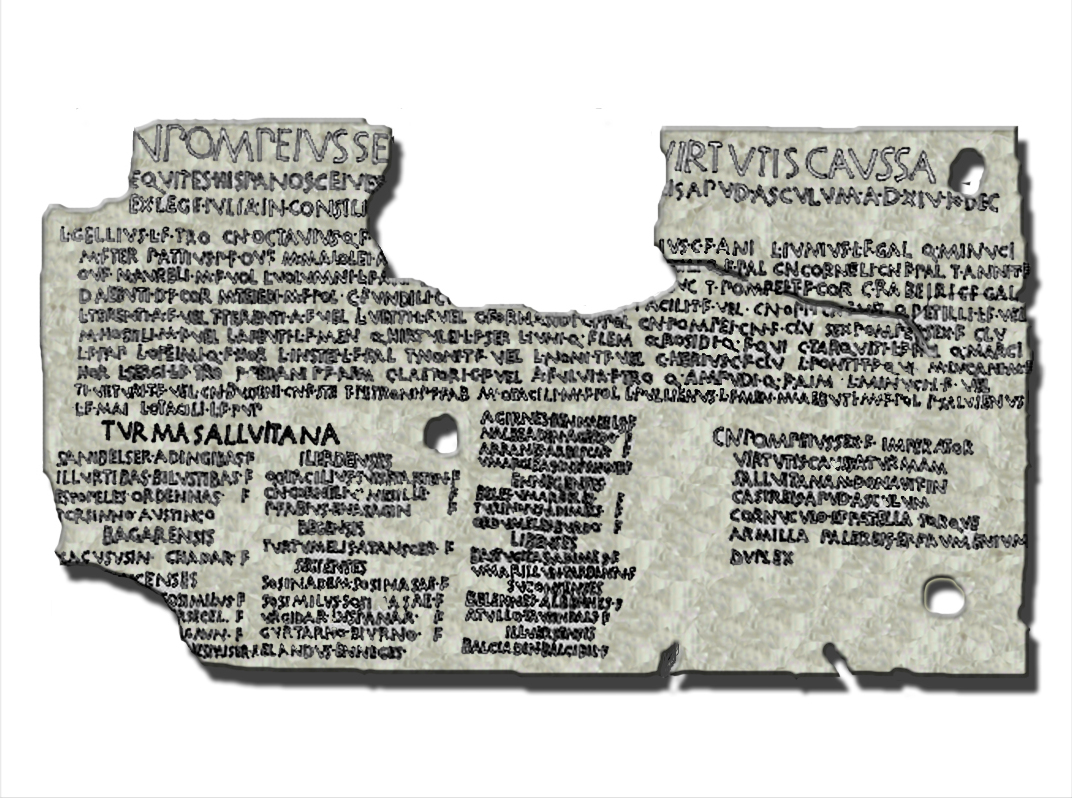
Bronze d'Ascoli (89 av. J.-C.) où sont mentionnés les membres de l'escadron de cavalerie de Caesaraugusta (TURMA SALLUITANA), qui, grâce à leur courage, furent récompensés par la citoyenneté romaine.

À la fin du IIe siècle av. J.-C., une voie de communication fut construite par les ingénieurs des légions romaines, dont la mission était de relier la vallée de l'Èbre jusqu'à Calagurris (aujourd'hui Calahorra), en 100 av. J.-C. la romanisation de Salduie a débuté. La noblesse locale envoya ses enfants combattre comme equites dans l'armée romaine - le bronze d'Ascoli (89 av. J.-C.) documente la participation de cavaliers de Salduie dans la péninsule Italique et la récompense exceptionnelle qui leur fut accordée, c'est-à-dire la citoyenneté romaine à cause de leur exploit au combat - et ils décorèrent les pavés de leurs maisons avec des mosaïques. Ils adoptèrent même la religion de la culture hégémonique, au moyen du syncrétisme des divinités locales avec celles des Romains. La plaque II de Borrita (87 av. J.-C.) documente un procès à cause de l'eau et a été rédigée en latin. Le témoignage que nous apporte cette procédure juridiquement compliquée témoigne de la soumission des gens de Salduie et de ses environs au droit romain au début du Ier siècle av. J.-C..
L'aspect de Salduie est documenté par les découvertes réalisées à partir de 1991 de murs qui soutenaient les terrasses fluviales de l'Èbre, ceci nous rend compte de l'existence depuis le milieu du Ier siècle av. J.-C. et avant la fondation de la Colonia Caesar Augusta (14 av. J.-C.) de maisons fabriquées avec un socle de pierres de taille d'albâtre. Les murs étaient décorées, comme à Cabezo de Alcalá (Azaila) avec de la peinture ou, plus simplement, enduits à la chaux. Les pavés étaient faits de gravier compacté, cependant certains pavés plus luxueux étaient décorés de mosaïque avec de l'opus signinum, avec des dessins de carreaux encastrés dans le mortier. Ceci suggère qu'avant la fondation de la colonie, Salduie était une cité déjà très romanisée, dont l'architecture domestique utilisait des décorations italiennes et que, très probablement, déjà elle disposait d'un forum public doté d'un grand marché couvert (macellum) avant l'époque d'Auguste, d'après ce que l'on peut en juger d'après les dernières conclusions à la suite des découvertes du forum romain de Caesaraugusta.

### Le bronze d'Ascoli
Le bronze d'Ascoli est une plaque de bronze gravée en 89 av. J.-C. qui fut trouvée en 1908 à Rome, en Italie. Il contient une information qui documente la présence de cavaliers de Salduie qui participent comme troupes auxiliaires dans la péninsule Italique dans l'armée romaine durant la guerre sociale (Bellum sociale), qui opposa Rome à ses alliés italiques qui réclamaient des conditions d'égalité et l'accès à la citoyenneté romaine.
Ce bronze raconte les mérites de la TVRMA SALLVITANA dans la prise d'Ascoli durant la guerre sociale (vers 90 av. J.-C.) et il donne une liste de ses effectifs, qui reçurent comme prix la citoyenneté romaine. Ils sont les premiers pérégrins auxquels cet honneur est accordé.
Le nom de TVRMA SALLVITANA provient du fait que l'escadron de cavalerie fut enrôlé à Salduie, même si certains de ses membres étaient originairement d'autres aires géographiques tels que l'actuelle Navarre, La Rioja, Aragon ou Catalogne. Cela permet d'entrevoir que Salduie commençait à se faire remarquer pour son importance face à d'autres villes de l'aire, mais aussi ceci montre l'influence romaine précoce sur la cité.

### Le bronze de Botorrita

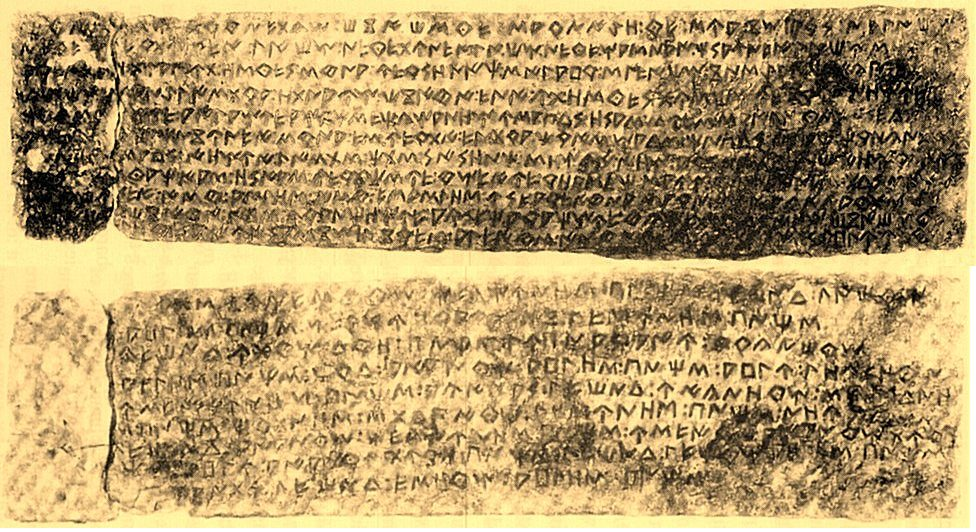
Bronze de Botorrita I trouvé dans l'ancienne Contrebia Belaisca, à Cabezo de las Minas, près de l'actuel Botorrita, à proximité de Saragosse. Elle date du et possède une écriture de langues paléo-hispaniques (langue celtibère).

Le bronze de Botorrita I est le plus grand de quatre fragments de bronze avec inscriptions dans une langue celtibère écrit dans un alphabet de type ibérique et dont le contenu semble être un document contractuel. Cette langue n'est toujours pas déchiffrer, mais elle a été alphabétiquement transcrite. La majorité de son contenu concerne des noms de personne. En ce qui concerne sa chronologie, elle peut être datée entre le IIe siècle av. J.-C. et le premier quart du Ier siècle av. J.-C..
Le bronze de Botorrita II est un texte en latin, l'unique traduit des trois Bronzes de Botorrita, qui mentionne une nouvelle d'un procès en 87 av. J.-C. entre les habitants de Salduie et Alaun (actuel Alagón) pour une canalisation d'eau que les premiers voulaient réaliser. Les deux parties ont accepté l'arbitrage du sénat de Contrebia Belaisca (Botorrita, Province de Saragosse) qui trancha en faveur de Salduie. C'est la première plainte documentée dans la péninsule Ibérique.